# Onur Bilgin
Onur Bilgin (* 23. August 1985 in Trabzon) ist ein türkischer Fußballtorhüter.

## Karriere
Bilgin begann seine Karriere in der 4. Liga bei Sürmenespor. Nach einer Saison wechselte er zu Marmaris Belediyespor, welche in der 3. Liga spielte und war dort zu Beginn Ersatztorhüter. In seinem zweiten Jahr wurde er zum 1. Torwart der Mannschaft befördert und überzeugte andere Mannschaften mit seiner Leistung. Bilgin unterschrieb daraufhin, im Sommer 2009, bei Orduspor. Seitdem spielte er für Orduspor 3 Pflichtspiele in der 2. Liga und stieg am Ende der Saison 2010/11 mit der Mannschaft in die Süper Lig auf.
Zur Saison 2012/13 wechselte er zum türkischen Zweitligisten Kayseri Erciyesspor. Zum Saisonende feierte er mit diesem Verein die Meisterschaft und damit den direkten Aufstieg in die Süper Lig.
Seit Sommer 2013 steht Bilgin bei Fethiyespor unter Vertrag. Bereits zur nächsten Winterpause verließ er diesen Verein und wechselte zum Drittligisten Pazarspor.

## Erfolge
Mit Kayseri Erciyesspor
- Meister der TFF 1. Lig und Aufstieg in die Süper Lig: 2012/13